# Horex

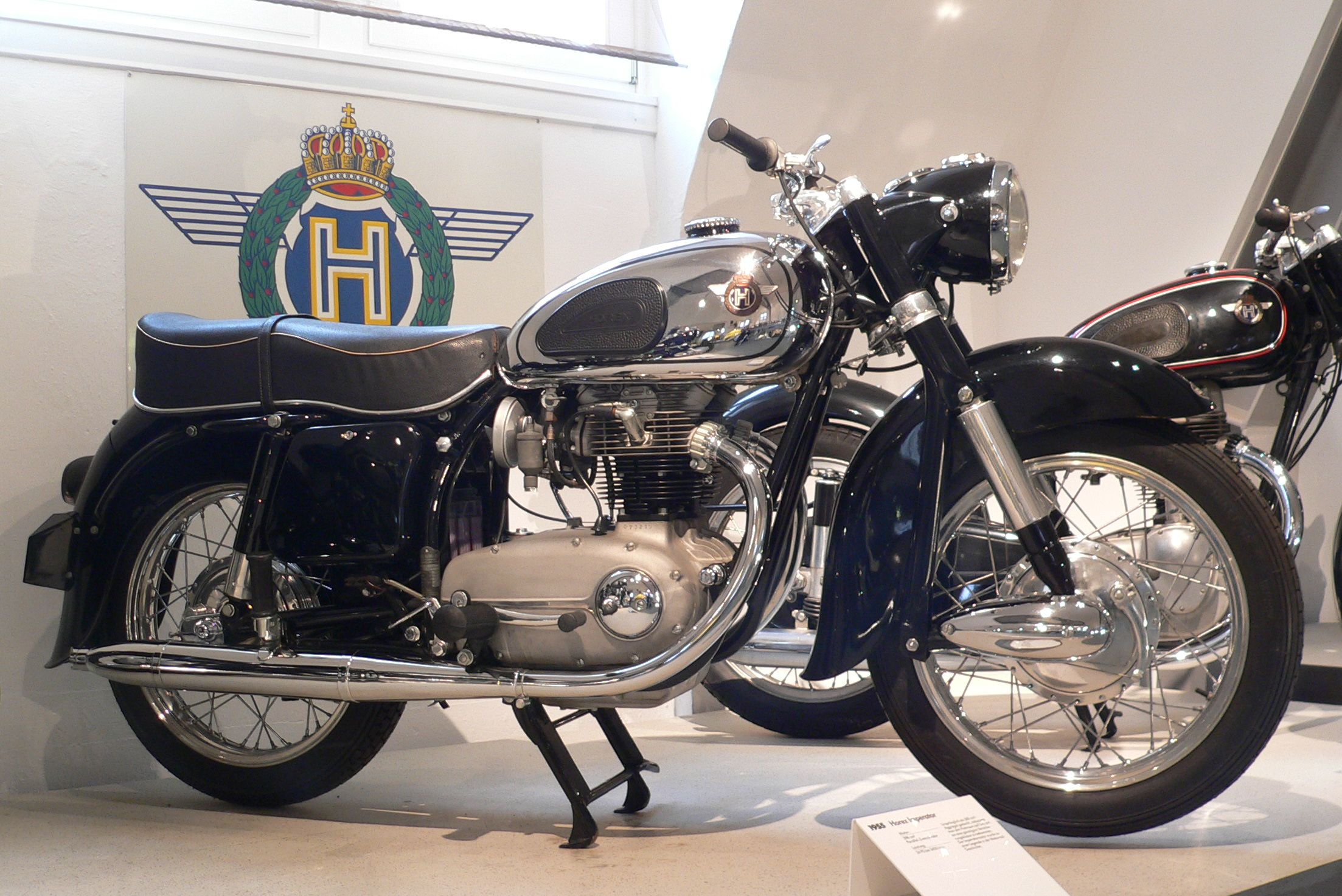
Horex Imperator 1955

Horex, tyskt motorcykelmärke grundat i Bad Homburg 1923. I och med att Daimler-Benz tog över företaget 1960 upphörde motorcykeltillverkningen.